# Скеју де Сус (Дамбовица)
Скеју де Сус (рум. Scheiu de Sus) насеље је у Румунији у округу Дамбовица у општини Лудешти. Oпштина се налази на надморској висини од 344 m.

## Становништво
Према подацима из 2002. године у насељу је живело 1022 становника, од којих су сви румунске националности.